# Communauté de communes du Pays d'Apt
La Communauté de communes du Pays d'Apt était une communauté de communes française, située dans le département de Vaucluse et dans le département des Alpes-de-Haute-Provence. Elle a été dissoute au 31 décembre 2013 pour fusionner avec la communauté de communes du Pont Julien et deux communes isolées pour former la communauté de communes du Pays d'Apt-Luberon.

## Composition
Lors de sa dissolution, la communauté de communes se composait des communes suivantes :
| Nom                       | Code Insee | Gentilé          | Superficie (km2) | Population (dernière pop. légale) | Densité (hab./km2) |
| ------------------------- | ---------- | ---------------- | ---------------- | --------------------------------- | ------------------ |
| Apt (siège)               | 84003      | Aptésiens        | 44,57            | 11 885 (2014)                     | 267                |
| Auribeau                  | 84006      | Auribelliens     | 7,50             | 73 (2014)                         | 9,7                |
| Caseneuve                 | 84032      | Caseneuviens     | 18,11            | 522 (2014)                        | 29                 |
| Castellet-en-Luberon      | 84033      | Castellants      | 9,84             | 125 (2014)                        | 13                 |
| Céreste-en-Luberon        | 04045      | Cérestains       | 32,54            | 1 194 (2014)                      | 37                 |
| Gargas                    | 84047      | Gargassiens      | 14,90            | 2 920 (2014)                      | 196                |
| Gignac                    | 84048      | Gignacois        | 8,15             | 61 (2014)                         | 7,5                |
| Lagarde-d'Apt             | 84060      | Lagardiens       | 21,79            | 38 (2014)                         | 1,7                |
| Rustrel                   | 84103      | Rustreliens      | 28,26            | 714 (2014)                        | 25                 |
| Saignon                   | 84105      | Saignonnais      | 19,60            | 1 015 (2014)                      | 52                 |
| Saint-Martin-de-Castillon | 84112      | Saint-Martiniens | 38,21            | 760 (2014)                        | 20                 |
| Saint-Saturnin-lès-Apt    | 84118      | Saturninois      | 75,79            | 2 730 (2014)                      | 36                 |
| Sivergues                 | 84128      | Siverguois       | 9,39             | 42 (2014)                         | 4,5                |
| Viens                     | 84144      | Viensois         | 34,59            | 621 (2014)                        | 18                 |
| Villars                   | 84145      | Villarsois       | 30,05            | 776 (2014)                        | 26                 |

## Compétences
- Collecte et traitement des déchets des ménages et déchets assimilés
- Politique du cadre de vie
- Protection et mise en valeur de l'environnement
- Création, aménagement, entretien et gestion de zone d'activités industrielle, commerciale, tertiaire, artisanale ou touristique
- Action de développement économique (Soutien des activités industrielles, commerciales ou de l'emploi, soutien des activités agricoles et forestières...)
- Construction ou aménagement, entretien, gestion d'équipements ou d'établissements culturels, socioculturels, socioéducatifs, sportifs
- Activités périscolaires
- Activités culturelles ou socioculturelles
- Activités sportives
- Schéma de cohérence territoriale (SCOT)
- Constitution de réserves foncières
- Programme local de l'habitat
- Gestion d'un centre de secours
- Réalisation d'aire d'accueil ou de terrains de passage des gens du voyage
- Autres
  - Réalisation d'un hangar de stockage de bois de chauffage à Viens

## Autres Adhésions
- Syndicat mixte du parc naturel régional du Luberon
- Syndicat mixte ramassage et traitement ordures ménagères de la région d'Apt (sirtom d'Apt)
- Syndicat mixte pour la création et le suivi du schéma de cohérence territoriale (SCoT) du pays d'Apt

## Historique
- 31 décembre 1992 - Création
- 31 décembre 2013 - Dissolution

## Sources
- Le Splaf
- La base Aspic